# Buffalo Daughter
Buffalo Daughter is een Japanse band uit Tokio. De band werd opgericht in 1993 en maakt rockmuziek en Japanse shibuya-kei.